# Ohaba-Sibișel, Hunedoara
Ohaba-Sibișel este un sat în comuna Râu de Mori din județul Hunedoara, Transilvania, România.

## Imagine

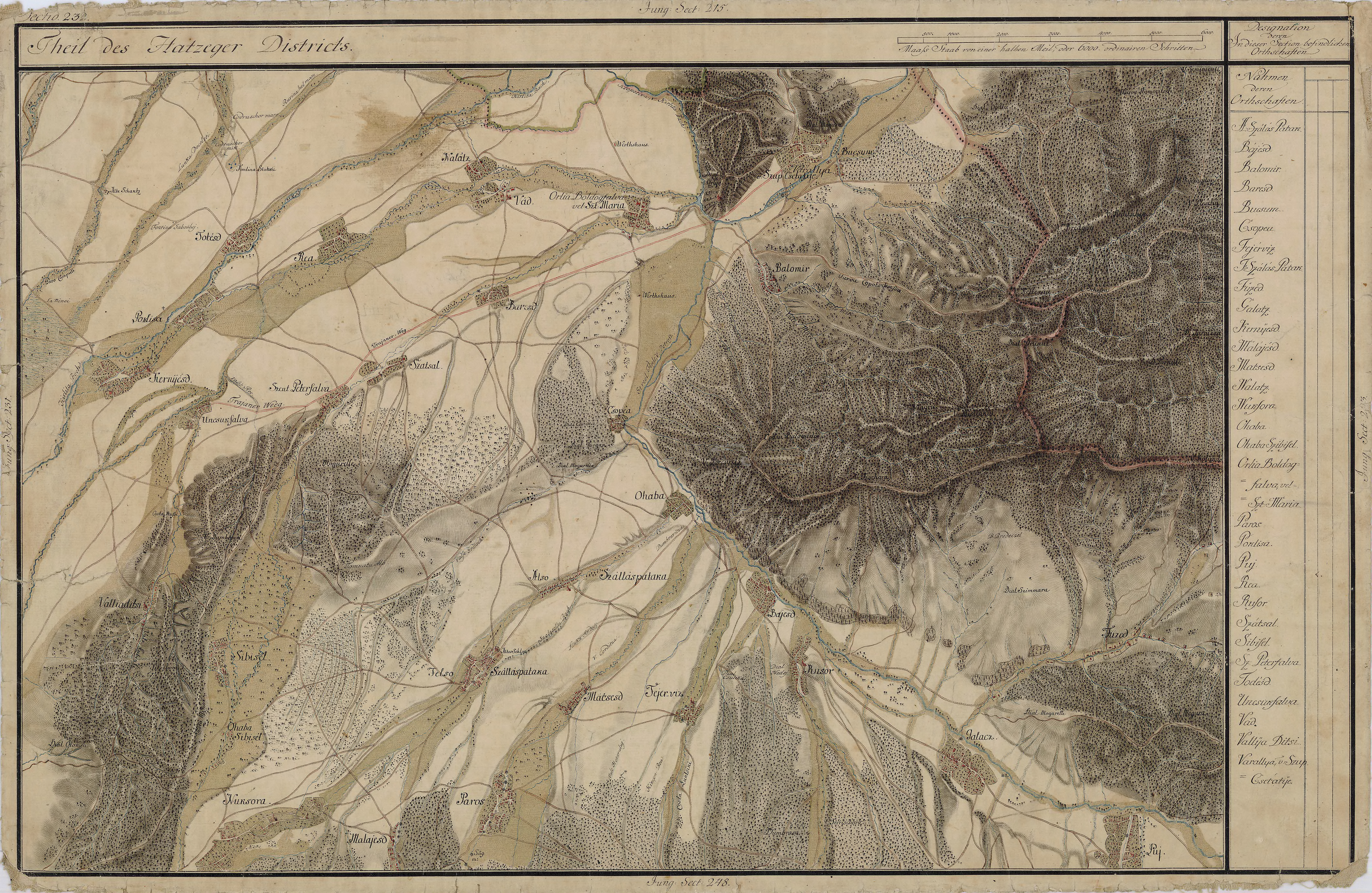
Ohaba-Sibișel în Harta Iosefină a Transilvaniei, 1769-1773